# Väinö Lindén
Väinö Felix Lindén, född 10 februari 1889 i Karislojo, död 19 augusti 1987 i Hyvinge, var en finländsk läkare och militär.
Lindén studerade medicin vid Helsingfors universitet och blev medicine licentiat 1922. Han var engagerad i aktiviströrelsen och Voimaförbundet samt verkade som jägarvärvare i Nyland. År 1916 blev han tillfångatagen av ryska gendarmer och fördes till Spalernajafängelset i Sankt Petersburg, varifrån han frigavs 1917. Under finska inbördeskriget 1918 tjänstgjorde Lindén som läkare hos nyländska skyddskårstrupper. Efter en kortare tid som läkare vid Helsingfors universitetssjukhus tog han tjänst som militärläkare och tjänstgjorde vid olika truppförband och vid garnisonen i Tusby. Han var försvarsmaktens överläkare 1930–1939, som sanitetsgeneralmajor från 1932. 
Lindén var god vän med skalden Eino Leino och överbefälhavaren för skyddskårerna Lauri Malmberg, och trion fick spenamnet "muste, miekka ja myrkky" (bläcket, svärdet och giftet). Lindén skrev artiklar i militära tidskrifter och utgav 1972 sina memoarer under titeln Spalernajasta talvisotaan – sotilaslääkäri muistelee. 